# نادي بونر
نادي بونر لكرة القدم (بالألمانية: Bonner Sport-Club) نادي كرة قدم ألماني يلعب في دوري الدرجة الرابعة. تم تأسيس النادي في سنة 1965 نتيجة اندماج نادي بونر ونادي تورا بون.

## وصلات خارجية
- الموقع الرسمي
- Official team site
- The Abseits Guide to German Soccer